# Thomas Mittelholzer
Thomas Mittelholzer (* 15. März 1991) ist ein Schweizer Unihockeyspieler auf der Position des Verteidigers, welcher beim Nationalliga A-Verein UHC Waldkirch-St. Gallen unter Vertrag steht.

## Karriere
Thomas Mittelholzer durchlief alle Juniorenmannschaften des UHC Waldkirch-St. Gallen, ehe er in der Saison 2011/12 zum ersten Mal für die erste Mannschaft debütierte. Am 29. Dezember 2014 verkündete der Verein, dass Mittelholzer seinen Vertrag um weitere drei Jahre verlängert hat.
Am 30. März 2017 gab der UHC Waldkirch-St. Gallen bekannt, dass Mittelholzer seinen Kontrakt um ein Jahr bis Ende Saison 2017/18 verlängert hat.

## Privat
Der Bruder von ihm, Roman, spielt ebenfalls beim UHC Waldkirch-St. Gallen.
Er arbeitet bei der Firma SFS in Heerbrugg.